# Газ-газ (танец)
Газ-га́з или Хаз-ха́з (арм. Ղազ-ղազ - Гусиная пляска) — армянский коллективный мужской танец, который относится к типу тотемических «птичьих» песен-плясок и изображает гусей. Распространён в равнинных областях Армении (в частности, был распространён в Алашкерте до геноцида армян).

## Характеристика
Изначально была обрядовой песней-пляской, связанной с культом предков и птиц. 
Предводителем танца был майр (арм. մայր — «мать»), а в хвосте пляски — топа́л газ (арм. թոփալ ղազ — «хромой гусь»). В руках у всех танцоров были зелёные розги, кнуты. Предводитель постепенно снимал одежду, а остальные должные были за ним повторить. Опоздавшие получали удар плетью. Мелодия танца одна и постоянно повторялась в различных вариациях.
Аналогичные танцы встречаются в различных областях под разными названиями (Яллы́, Зопи́, Кязкя́з и т.д.).